# La Loyère
La Loyère is een plaats en voormalige gemeente in het Franse departement Saône-et-Loire in de regio Bourgogne-Franche-Comté en telt 375 inwoners (1999). De plaats maakt deel uit van het arrondissement Chalon-sur-Saône.

## Geschiedenis
La Loyère maakte deel uit van het kanton Chalon-sur-Saône-Nord totdat dit op 22 maart 2015 werd opgeheven en de gemeente opgenomen werd in het op die dag gevormde kanton Chalon-sur-Saône-1, net als de buurgemeente Fragnes, waarmee La Loyère op 1 januari 2016 fuseerde tot de commune nouvelle Fragnes-La Loyère.

## Geografie
De oppervlakte van La Loyère bedraagt 5,8 km², de bevolkingsdichtheid is 64,7 inwoners per km².
De onderstaande kaart toont de ligging van La Loyère met de belangrijkste infrastructuur en aangrenzende gemeenten.

## Demografie
Onderstaande figuur toont het verloop van het inwonertal (bron: INSEE-tellingen).